# Miroslav Gono
Miroslav Gono (Piešťany, 1º novembre 2000) è un calciatore slovacco, centrocampista del ViOn Z.M.

## Caratteristiche tecniche
È un centrocampista difensivo.

## Carriera
Acquistato dallo Žilina nel 2018, dopo un periodo iniziale nella squadra riserve viene promosso in prima squadra debuttando in Superliga 7 marzo 2020 in occasione dell'incontro vinto 3-0 contro il Sereď.

## Statistiche
Statistiche aggiornate al 12 marzo 2021.

### Presenze e reti nei club
| Stagione        | Squadra         | Campionato      | Campionato | Campionato | Coppe nazionali | Coppe nazionali | Coppe nazionali | Coppe continentali | Coppe continentali | Coppe continentali | Altre coppe | Altre coppe | Altre coppe | Totale | Totale | Totale |
| Stagione        | Squadra         | Comp            | Pres       | Reti       | Comp            | Pres            | Reti            | Comp               | Pres               | Reti               | Comp        | Pres        | Reti        | Pres   | Reti   |        |
| --------------- | --------------- | --------------- | ---------- | ---------- | --------------- | --------------- | --------------- | ------------------ | ------------------ | ------------------ | ----------- | ----------- | ----------- | ------ | ------ | ------ |
| 2018-2019       | Žilina II       | 1L              | 5          | 0          |                 | -               | -               |                    | -                  | -                  |             | -           | -           | 5      | 0      |        |
| 2019-2020       | Žilina II       | 1L              | 16         | 0          |                 | -               | -               |                    | -                  | -                  |             | -           | -           | 16     | 0      |        |
| 2020-2021       | Žilina II       | 1L              | 1          | 0          |                 | -               | -               |                    | -                  | -                  |             | -           | -           | 1      | 0      |        |
| 2019-2020       | Žilina          | SL              | 6          | 0          | CS              | 0               | 0               |                    | -                  | -                  |             | -           | -           | 6      | 0      |        |
| 2020-2021       | Žilina          | SL              | 21         | 0          | CS              | 0               | 0               | UEL                | 1                  | 0                  |             | -           | -           | 22     | 0      |        |
| Totale carriera | Totale carriera | Totale carriera | 49         | 0          |                 | 0               | 0               |                    | 1                  | 0                  |             | -           | -           | 50     | 0      |        |